# Distretto di Divriği
Il distretto di Divriği (in turco Divriği ilçesi) è uno dei distretti della provincia di Sivas, in Turchia.